# 下施普雷瓦尔德
下施普雷瓦尔德（德語：Unterspreewald）是德国勃兰登堡州的市镇，隶属于达默-施普雷瓦尔德县。总面积为26.01平方千米，截至2023年12月31日总人口为765人。